# Крассула сердцевидная
Крассула сердцевидная (лат. Crassula cordata) — вид суккулентных растений рода Толстянка (Crassula) семейства Толстянковые (Crassulaceae), естественно произрастающий на территории Южно-Африканской Республики (Капская провинция и Квазулу-Натал).

## Название
Родовое латинское название Crassula происходит от латинского слова crassus, — «толстый», в основном из-за присутствия у растений этого рода сочных листьев.
Видовой латинский эпитет cordata происходит от лат. cordatus — «сердцевидный».

## Ботаническое описание
Многолетник с высотой до 30 см, обладает прямостоячими или раскидистыми ветвями. Листья размером 10–25 × 8–15 мм, супротивные, широкояйцевидные, часто с красными крапинками и красноватым краем. Старые листья не опадают, отсутствуют придаточные корни в узлах; черешки длиной 2–8 мм.
Соцветие представляет собой рыхлый, округло-вытянутый тирс с несколькими дихазиями. Цветки обращены вверх, цветоносы имеют длину 30–150 мм. Чашечка мясистая, голая, окрашена в серо-зеленый с красным оттенком. Венчик звездчатый, слегка сросшийся, с цветами от кремового до бледно-желтого с розовым оттенком; лопасти 4–5 мм длины, остро заостренные, слегка капюшонистые и слегка ребристые, расходящиеся под прямым углом. Время цветения приходится на период с марта по декабрь.

## Распространение и экология
Растение произрастает в Южном Квазулу-Натале и встречается на нескольких местах на юге Натала, особенно часто в восточной Капской провинции, между Уильямс-Тауном и Порт-Элизабет.
Встречается на сланцевой, каменистой или каменистой почве в кустарниках или зарослях. Обитает на лугах под откосом, саваннах под откосом и в зарослях Олбани. Обычно произрастает в условиях сухой кустарниковой растительности, часто под деревьями или кустарниками, иногда редко в оврагах.

## Таксономия
Crassula cordata Thunb., первое упоминание в Nova Acta Phys.-Med. Acad. Caes. Leop.-Carol. Nat. Cur. 6: 328 (1778).

### Синонимы
- Crassula aitonii Britten & Baker f.
- Crassula glauca Schönland
- Crassula neglecta Roem. & Schult.
- Crassula perfossa E.Mey. ex Harv. & Sond.